# Grimoaldo III di Benevento
Grimoaldo III (763 circa – 806) è stato un principe longobardo, principe di Benevento dal 787 all'806.

## Biografia
Figlio di Arechi II e di Adelperga, dopo la conquista del Regno longobardo da parte di Carlo Magno (774) fu inviato dal padre presso la corte carolingia come ostaggio, ottenendo in cambio l'autonomia del ducato che intanto aveva elevato al rango di principato. Il giovane fu così portato ad Aquisgrana ed educato all'obbedienza verso i Franchi; ma a Salerno (dove la corte longobarda s'era trasferita da Benevento) tra luglio e agosto 787, morirono in rapida successione sia Arechi II che il suo primogenito Romualdo.
Grimoaldo ottenne da Carlo l'autorizzazione a rientrare nel principato e assumerne la corona, impegnandosi però a battere moneta e a emanare documenti esclusivamente in nome di Carlo e a condizione che demolisse le imponenti opere difensive costruite dal padre e che aiutasse i Franchi a combattere Adelchi, figlio dell'ultimo re longobardo Desiderio. Grimoaldo promise anche di imporre ai Longobardi di portare il mento sbarbato, secondo l'uso franco, anziché ornato della barba caratteristica dei Longobardi.
Al ritorno in patria, Grimoaldo obbedì a Carlo, ma una volta sconfitto Adelchi, come riferito dal Chronicon Salernitanum, decise di costruire a Salerno fortificazioni ancora più imponenti e vaste delle precedenti, rompendo in questo modo l'alleanza tra Benevento ed il re franco. Sposò la figlia di Costantino VI, Wantia, ma il matrimonio fu brevissimo: dopo una turbolenta prima notte di nozze, Wantia fu ripudiata e rimandata a forza a Bisanzio.
L'intero regno di Grimoaldo fu segnato dai continui conflitti con i Carolingi. Lo stesso imperatore riuscì a sottrarre definitivamente a Benevento l'agro e le città teatini; occupò anche Nocera, ma Grimoaldo fu in grado di ricondurre la città sotto il suo controllo. Una nuova spedizione condotta da Carlo e dai suoi figli fallì a causa di una pestilenza scoppiata tra le truppe; suo figlio Pipino d'Italia, insediato dal padre a Pavia come re d'Italia, si trovò ripetutamente in conflitto con Grimoaldo, anche causa della giovane età e delle tendenze bellicose di entrambi i sovrani, sobillati dalle rispettive corti. Pipino inviò infine un ambasciatore a Grimoaldo affinché gli ingiungesse di sottomettersi a lui come già suo padre si era sottomesso a Desiderio, suo predecessore sul trono di Pavia, ma il principe rispose con le orgogliose parole: «Liber et ingenuus sum natus utroque parente; semper ero liber, credo, tuente Deo».
Grimoaldo morì nell'806 senza eredi diretti. Gli successe sul trono Grimoaldo IV Storeseyez.

### Fonti primarie
- Erchemperto, Historia Langobardorum Beneventanorum, in  Georg Waitz (a cura di), Monumenta Germaniae Historica, Hannover, 1878,  Scriptores rerum Langobardicarum et Italicarum saec. VI–IX, 231–264. Archiviato il 12 giugno 2018 in Internet Archive..

### Letteratura storiografica
- Sergio Rovagnati, I Longobardi, Milano, Xenia, 2002, ISBN 88-7273-484-3.